# Abdülhamid II.-Moschee
Die Abdülhamid II Mosque (arabisch مسجد عبد الحميد الثاني) ist eine Moschee in Dschibuti-Stadt, Dschibuti. Es ist die größte Moschee in Dschibuti.

## Geschichte
Die Idee für die Moschee wurde 2015 bei einem Treffen zwischen dem Präsidenten von Dschibuti, Ismaïl Omar Guelleh, und dem türkischen Präsidenten Recep Tayyip Erdoğan diskutiert. Die Fertigstellung erfolgte 2019 und wurde von der türkischen Stiftung Diyanet İşleri Başkanlığı finanziert. Benannt wurde sie nach dem osmanischen Sultan Abdülhamid II. Das im osmanischen Stil erbaute Gebäude bietet Platz für 6.000 Besucher.

## Architektur
Die Moschee wurde auf neu gewonnenem Land errichtet. Sie wurde 2019 eingeweiht. Zur Einweihung erschien auch Premierminister Abdoulkader Kamil Mohamed. Die Moschee im Osmanischen Revivalstil hat zwei Minarette mit einer Höhe von 46 m und einem zentralen Dom mit einer Höhe von 27 m.